# Eopelma mystax
Eopelma mystax is een vliesvleugelig insect uit de familie Eupelmidae. De wetenschappelijke naam is voor het eerst geldig gepubliceerd in 1989 door Gibson.